# Capitólio Estadual do Novo México
Capitólio Estadual do Novo México.
O Capitólio Estadual do Novo México (em inglês: New Mexico State Capitol) é a sede do governo do estado do Novo México. Localizado na capital, Santa Fé, foi construído por Robert E. McKee, com projeto de W.C. Kruger, que combinou elementos do estilo New Mexico Territorial com a arquitetura Pueblo e adaptações da arquitetura neoclássica.